# Чемпионат СССР по самбо 1974
28-й чемпионат СССР по самбо проходил в Каунасе с 13 по 17 марта 1974 года. В соревнованиях участвовало 308 спортсменов. Соревнования прошли по новой системе весовых категорий. Главным судьёй соревнований работал Владимир Давыдович Малаховский.

## Медалисты
| Весовая категория              | Золото                                                 | Серебро                                       | Бронза                                                                                 |
| ------------------------------ | ------------------------------------------------------ | --------------------------------------------- | -------------------------------------------------------------------------------------- |
| Наилегчайший вес (до 48 кг)    | Минзагит Багаутдинов «Буревестник» (Челябинск)         | Анатолий Жуланов «Труд» (Свердловск)          | В. Мурахтин «Динамо» (Челябинск) Владимир Мезенцев «Труд» (Красноярск)                 |
| Легчайший вес (до 52 кг)       | Иосиф Магалашвили «Динамо» (Тбилиси)                   | Мэлс Ан «Динамо» (Андижан)                    | Сайфутдин Ходиев «Динамо» (Ташкент) Виктор Тумар «Буревестник» (Минск)                 |
| Полулёгкий вес (до 57 кг)      | Арамбий Емиж «Урожай» (Майкоп)                         | Н. Плющенко «Труд» (ФиС?) (Ленинград)         | Николай Курбаев «Труд» (Елец) Михаил Юнак «Динамо» (Львов)                             |
| Лёгкий вес (до 62 кг)          | Зяки Умяров «Труд» (Дзержинск)                         | Николай Козицкий Вооружённые Силы (Киев)      | Геннадий Бирюков «Динамо» (Липецк) Владимир Кюллёнен Вооружённые Силы (Ленинград)      |
| 1-й полусредний вес (до 68 кг) | Сергей Авдонин Вооружённые Силы (Москва) (или Мытищи?) | Арамбий Хапай «Урожай» (Майкоп)               | Константин Герасимов «Динамо» (Саратов) Давид Рудман «Динамо» (Москва)                 |
| 2-й полусредний вес (до 74 кг) | Юрий Курицын «Динамо» (Каунас)                         | Константин Басс Вооружённые Силы (Кишинёв)    | Сабир Курбанов «Динамо» (Ташкент) Владимир Шарканский «Молдова» (Кишинёв)              |
| 1-й средний вес (до 82 кг)     | Гумер Костоков «Буревестник» (Майкоп)                  | Чесловас Езерскас Вооружённые Силы (Каунас)   | Георгий Котик «Динамо» (Черновцы) Ю. Герасимов «Труд» (ЦС ФиС?) (Ленинград)            |
| 2-й средний вес (до 90 кг)     | Александр Пушница «Динамо» (Омск)                      | Геннадий Малёнкин «Труд» (Владимир)           | Альфридас Фюрстенбергас «Динамо» (Каунас) Кирилл Романовский «Труд» (ЦС ФиС?) (Москва) |
| Полутяжёлый вес (до 100 кг)    | Пётр Лубенец Вооружённые Силы (Кишинёв)                | Нодар Эвктимишвили Вооружённые Силы (Тбилиси) | В. Иванов «Динамо» (Красноярск) Пётр Антонов Вооружённые Силы (Свердловск)             |
| Тяжёлый вес (свыше 100 кг)     | Владимир Саунин Вооружённые Силы (Киев)                | Виталий Кузнецов Вооружённые Силы (Москва)    | Владимир Кливоденко «Динамо» (Волгоград) Игорь Андроников «Динамо» (Ленинград)         |

## Командный зачёт

### Среди регионов
1. РСФСР — 298 очков;
2. Украинская ССР — 78 очков;
3. Грузинская ССР — 66 очков;
4. Литовская ССР — 61 очко;
5. Ленинград — 55 очков;
6. Молдавская ССР — 47 очков

### Среди обществ
1. «Динамо» — 268 очков;
2. Советская Армия — 192 очка;
3. «Буревестник» — 67 очков;
4. «Труд» — 60 очков;
5. ЦС ФиС — 49 очков;
6. «Урожай» — 42 очка

## Абсолютное первенство
С 4 по 5 декабря в Рыбинске состоялось абсолютное первенство СССР.
| Весовая категория    | Золото                                     | Серебро                                      | Бронза                                                                  |
| -------------------- | ------------------------------------------ | -------------------------------------------- | ----------------------------------------------------------------------- |
| Абсолютная категория | Виталий Кузнецов Вооружённые Силы (Москва) | Владимир Сободырев Вооружённые Силы (Москва) | Владимир Кливоденко «Динамо» (Волгоград) Г. Андрюхин «Захмет» (Ашхабад) |